# Liste der Marskrater/F
| Name        | Benannt nach                                 | Lage                | Mittlerer Durchmesser (km) | Name gültig seit |
| ----------- | -------------------------------------------- | ------------------- | -------------------------- | ---------------- |
| Faith       | Faith, Ort in North Dakota, USA              | 43° N, 11,9° W      | 5,8                        | 1976             |
| Falun       | Falun, Stadt in Schweden                     | 24,2° S, 24,7° W    | 10,2                       | 1976             |
| Fancy       | Fancy, Ort in St. Vincent und die Grenadinen | 35,45° S, 113,6° O  | 49,44                      | Aug 27, 2012     |
| Faqu        | Faqu, Stadt in Jordanien                     | 24,6° S, 106,2° O   | 10,4                       | 1991             |
| Farim       | Farim, Ort in der Republik Guinea-Bissau     | 44,31° S, 139,28° O | 3,92                       | Mar 11, 2013     |
| Fastov      | Fastiw, Stadt in der Ukraine                 | 25° S, 20,4° W      | 10,3                       | 1976             |
| Fenagh      | Fenagh, Stadt in Irland                      | 34,3° N, 144,3° O   | 6,3                        | 1991             |
| Fesenkov    | Wassili Fesenkow, russischer Astrophysiker   | 21,6° N, 86,7° W    | 87,0                       | 1973             |
| Firsoff     | Valdemar Axel Firsoff, englischer Astronom   | 2,73° N, 9,37° W    | 90                         | Nov 15, 2010     |
| Fitzroy     | Fitzroy, Ort auf den Falklandinseln          | 35,69° S, 112,06° O | 38,17                      | Jun 21, 2010     |
| Flammarion  | Camille Flammarion, französischer Astronom   | 25,1° N, 48,2° O    | 173,0                      | 1973             |
| Flat        | Flat, Ort in Alabama, USA                    | 25,4° S, 19,6° W    | 2,5                        | 1976             |
| Flateyri    | Flateyri, Dorf in Island                     | 35,86° S, 29,08° W  | 9,5                        | Sep 12, 2016     |
| Flaugergues | Honoré Flaugergues, französischer Astronom   | 16,8° S, 19,2° O    | 245,0                      | 1973             |
| Floq        | Floq, Stadt in Albanien                      | 14,9° N, 107,1° O   | 2,2                        | 1988             |
| Flora       | Flora, Ort in Mississippi, USA               | 47,3° N, 9,1° W     | 12,9                       | 1976             |
| Focas       | Jean Focas, franko-griechischer Astronom     | 33,6° N, 12,7° O    | 76,5                       | 1973             |
| Fontana     | Francesco Fontana, italienischer Astronom    | 62,9° S, 72,2° W    | 80,0                       | 1973             |
| Foros       | Foros, Stadt in der Ukraine                  | 33,4° S, 27,9° W    | 24,5                       | 1979             |
| Fournier    | Georges Fournier, französischer Astronom     | 4,4° S, 72,6° O     | 118,0                      | 1973             |
| Freedom     | Freedom, Ort in Oklahoma, USA                | 47,3° N, 9,1° W     | 12,9                       | 1976             |
| Funchal     | Funchal, Hafenstadt auf Madeira              | 23,2° N, 49,5° W    | 1,7                        | 1979             |